# Satiation sémantique
La satiation sémantique, saturation sémantique ou encore satiation verbale est un phénomène psychologique au cours duquel la répétition d'un mot ou d'une expression provoque une perte temporaire du signifié auprès de l'auditoire, qui perçoit alors la parole comme une suite de sons répétés dénuée de sens.

## Étude
Leon Jakobovits James invente l'expression « satiation sémantique » dans sa thèse de 1962 à l'université McGill. Avant cela, l'expression « satiation verbale » était utilisée tout comme d'autres termes exprimant l'idée d'une fatigue psychique. La thèse répertorie de nombreux autres noms désignant ce phénomène :

« Beaucoup d'autres noms ont été utilisés pour ce qui semble être essentiellement le même processus : inhibition (Herbert, 1824, in Boring, 1950), refractory phase and mental fatigue (Dodge, 1917; 1926a), lapse of meaning (Bassett and Warne, 1919), work decrement (Robinson and Bills, 1926), cortical inhibition (Pavlov, 192?), adaptation (Gibson, 1937), extinction (Hilgard and Marquis, 1940), satiation (Kohler and Wallach, 1940), reactive inhibition (Hull, 1913 [sic]), stimulus satiation (Glanzer, 1953), reminiscence (Eysenck, 1956), verbal satiation (Smith and Raygor, 1956), et verbal transformation (Warren, 1961b). »

— Leon Jakobovits James, 1962
La thèse présente plusieurs expériences qui mettent en évidence le processus de satiation sémantique dans des tâches cognitives variées telles que :
- l'exposition à des mots et des nombres de façon répétée sur une courte durée ;
- la répétition à voix haute de mots, à classer par concept ;
- l'addition de nombre après les avoir répétés à voix haute ;
- la traduction de mots répétés d'une langue à une autre.

Dans chaque cas, le sujet doit répéter le mot ou le nombre pendant plusieurs secondes avant de réaliser la tâche cognitive utilisant ce mot. La difficulté accrue due à la répétition d'un mot avant son utilisation dans une tâche a été démontrée.
Le phénomène s'explique par le fait que, dans le cortex, la répétition à voix haute excite de façon répétée un réseau neuronal spécifique qui correspond à la signification du mot. La répétition rapide déclenche de façon répétée l'activité sensorimotrice périphérique et l'activation neuronale centrale. Cela provoque une inhibition réactive (en) réduisant l'intensité de l'activité à chaque répétition. Leon Jakobovits James (1962) a parlé de cette conclusion comme le début de la « neurosémantique expérimentale ».

## Applications
Ce phénomène a été mis à contribution pour réduire la glossophobie chez les personnes qui bégaient en induisant une satiation sémantique grâce à la répétition, diminuant l'intensité des émotions négatives déclenchées par la prise de parole.